# Benetton Formula
Benetton, Benetton Formula Ltd. – brytyjsko-włoski zespół i konstruktor Formuły 1, powstały w lutym 1986 roku na bazie zespołu Toleman, założonego w 1977 roku przez Teda Tolemana. W piętnastoletniej historii startów zespół wywalczył dwa tytuły mistrzowskie kierowców (wszystkie zdobyte przez Michaela Schumachera w sezonach 1994 i 1995) i jeden tytuł mistrzowski konstruktorów (wywalczony w 1995).
Od początku działalności zespołem kierowało przedsiębiorstwo Benetton Group, w skład którego wchodziła rodzina Benettonów. 16 marca 2000 ekipę wykupiło Renault, które w sezonach 2000–2001 używało jeszcze starej nazwy, by przed sezonem 2002 zmienić nazwę na Renault F1 Team. W latach 1988–1998 prezesem zespołu był Alessandro Benetton.

## Historia

### Początki

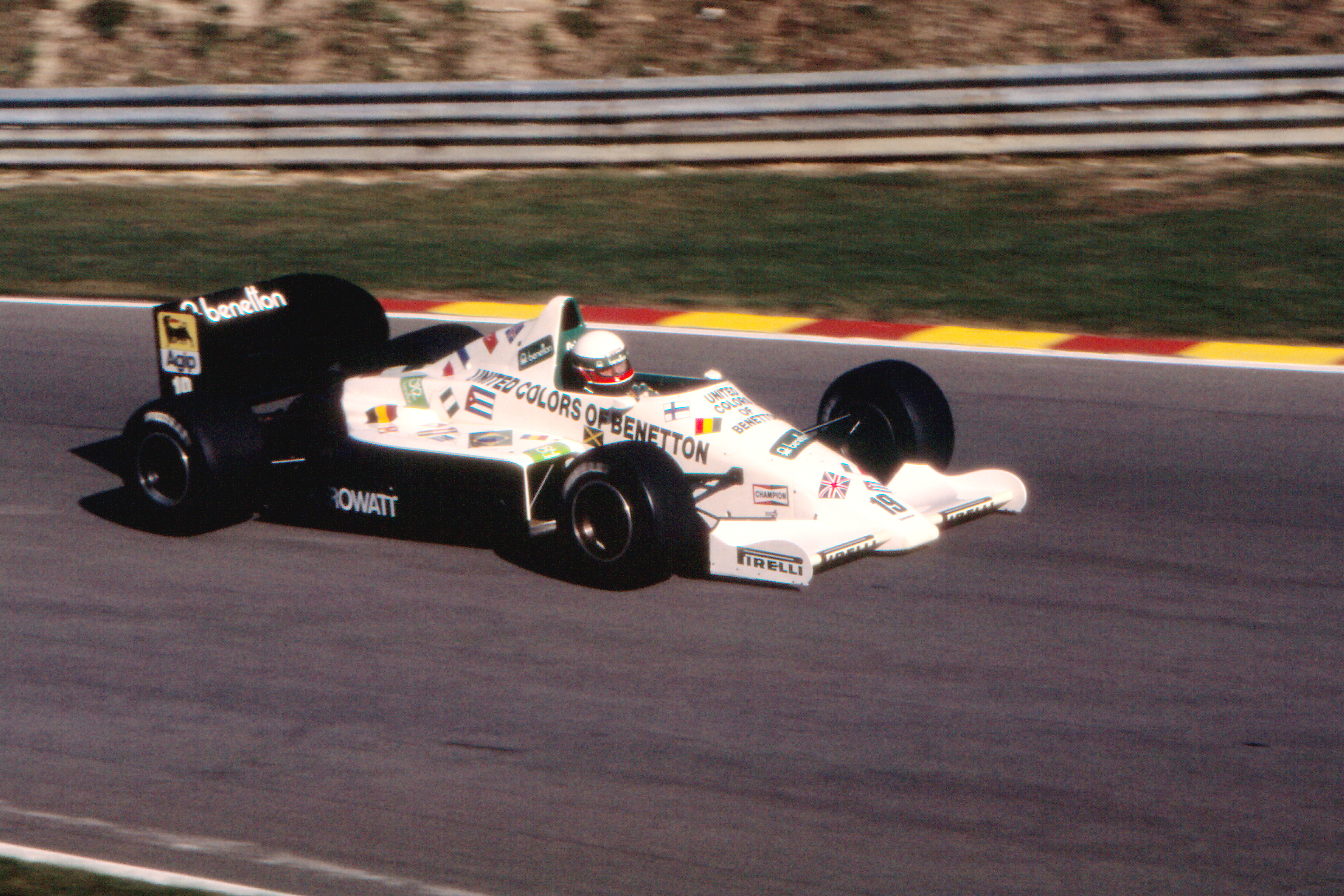
Przed powstaniem Benettona firma była sponsorem trzech ekip, w tym Tolemana, którego Benetton wykupił po sezonie 1985

W latach 80. firma Benetton Group, założona w 1965 roku przez Luciano Benettona, wraz z trojgiem jego rodzeństwa – Giulianą, Carlo i Gilberto, szukała sposobów na rozreklamowanie swoich produktów. W tym czasie, były kierowca Nanni Galli, sprowadzający dla firmy wełnę zasugerował, aby Benetton zaangażował się w Formułę 1, będąc sponsorem jednej z ekip. W sezonie 1983, Benetton został sponsorem Tyrrella, w którym jednym z kierowców był Amerykanin Danny Sullivan. W ten sposób koncern chciał wypromować swoją markę w Stanach Zjednoczonych. Choć współpraca z brytyjską stajnią była dobra, to na sezon 1984 zdecydowano się sponsorować fabryczną stajnię Alfa Romeo, ponieważ w niej jeździł Eddie Cheever. W tym samym czasie Benetton otworzył 600 sklepów w Stanach Zjednoczonych i chciał większej reklamy w tym kraju. Inwestycje Benettona nie były jednak wystarczające, aby zespół był konkurencyjny i po sezonie 1985 zakończyli współpracę. Po tym sezonie, również i zespół postanowił wycofać się z Formuły 1.
W trakcie sponsoringu z Alfą Romeo, Benetton doszedł do wniosku, że jeśli chcą mieć większą kontrolę to muszą posiadać zespół. W maju 1985 roku, zespół Toleman, będący w trudnej sytuacji finansowej, podpisał z włoskim koncernem trzyletni kontrakt sponsorski. Brytyjski zespół nie mógł uczestniczyć w trzech pierwszych wyścigach sezonu 1985, ponieważ nie posiadali kontraktu na dostawy opon, po wycofaniu się Michelin i odmówieniu Goodyeara i Pirelli. Po wycofaniu się ekipy Spirit Racing z powodu problemów finansowych, Toleman postanowił wykupić kontrakt na dostawy opon Pirelli, co pozwoliło zespołowi na kontynuację startów. Pod koniec roku, koncern postanowił kupić zespół i przemianował go na Benetton Formula. Benetton rozpoczął działalność jako zespół w lutym 1986.

### Formuła 1

#### 1986–1987: Początek

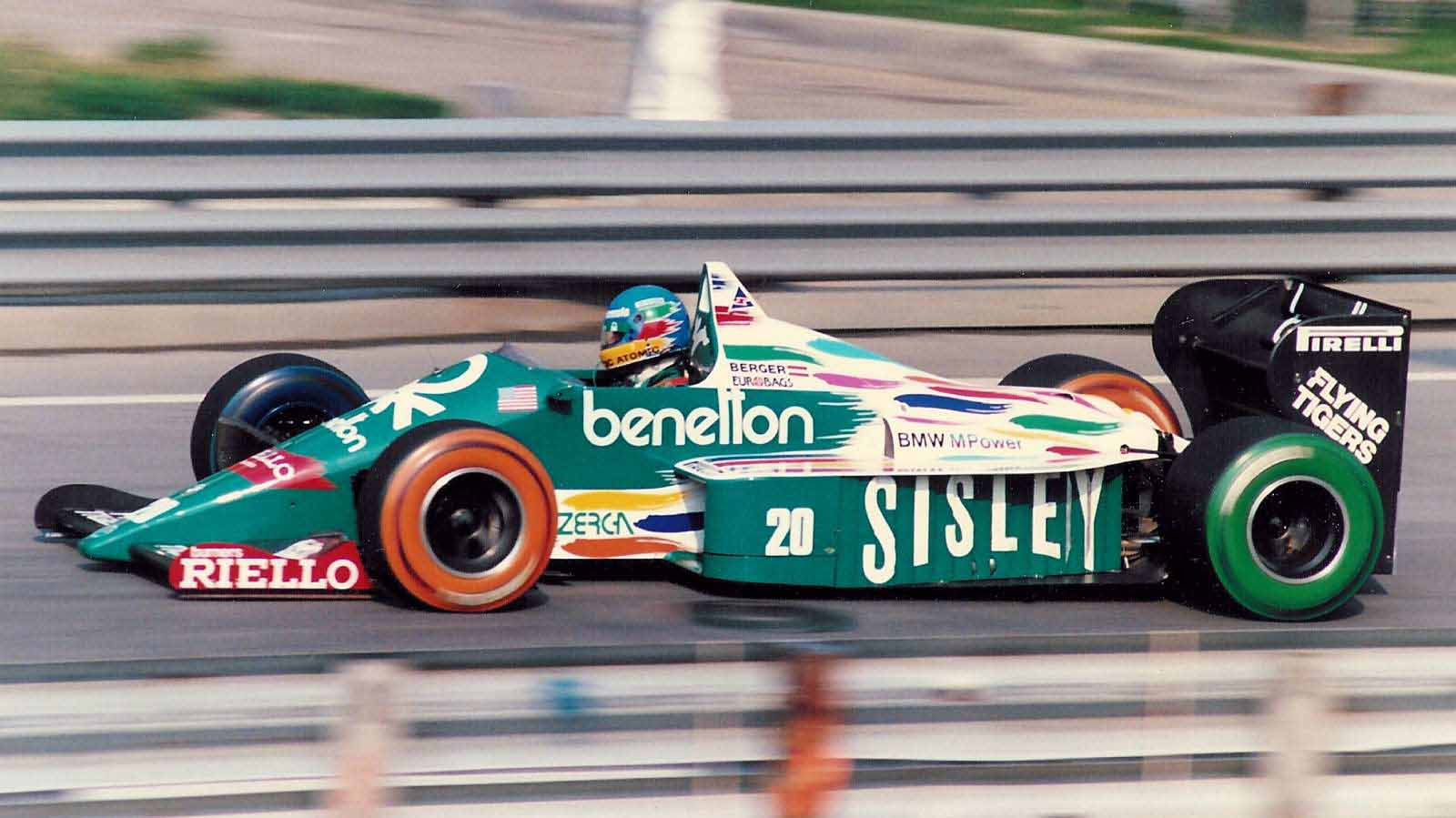
Gerhard Berger podczas Grand Prix Stanów Zjednoczonych – Wschód 1986

Na sezon 1986, Toleman przygotował samochód TG186, który został przemieniony na Benetton B186, po zmianie właściciela. Zmieniono również jednostkę napędową – silniki Hart, które używane były w samochodach Tolemana zostały zastąpione silnikami BMW. Benetton pozostawił Teo Fabiego w składzie kierowców, natomiast drugim kierowcą zespołu został Gerhard Berger, wcześniej reprezentujący Arrowsa. Przez cały sezon, samochód B186 zademonstrował swoje tempo. Berger zdobył pierwsze podium, zajmując trzecią pozycję w Grand Prix San Marino, a także pierwszą wygraną podczas Grand Prix Meksyku. W trakcie sezonu, Fabi zdobył również dwa pierwsze pola startowe, w Austrii i we Włoszech. Mimo imponującego tempa, samochód był zawodny. Kierowcy łącznie dziewiętnaście razy nie dojechali do mety, w tym Fabi ośmiokrotnie z rzędu nie dojechał do mety. Pierwszy sezon dla Benettona zakończył się zdobyciem szóstej pozycji, zdobywając w sumie dziewiętnaście punktów.
Po sezonie, Gerhard Berger przeniósł się do Ferrari, a jego kokpit przejął były partner zespołowy Austriaka z Arrowsa, Thierry Boutsen. Przed rozpoczęciem sezonu 1987, BMW ograniczyło swoją działalność w Formule 1, dostarczając swoje jednostki wyłącznie ekipie Brabham. Stajnia pozyskała silniki Ford, po tym kiedy z rywalizacji wycofała się ekipa Haas Lola. Początkowo model B187 z powodu problemów z silnikiem rzadko kończył wyścigi, zbierając do Grand Prix Niemiec zaledwie pięć punktów. Po zmniejszeniu efektów turbodoładowania w jednostce Forda, kierowcy zaczęli częściej zdobywać punkty i zdobyli dwa trzecie miejsca, w Austrii i Australii. Benetton zakończył sezon na piątej pozycji z 28 punktami.

#### 1988–1990: Progres
Przed sezonem 1988, Teo Fabi został zastąpiony przez Alessandro Nanniniego, startującego do tej pory dla Minardi. To spowodowało, że Fabi pożegnał się z Formułą 1 i powrócił do startów w serii CART. Samochód B188 był ulepszeniem poprzednika, w przeciwieństwie do ubiegłego roku mniej miał nieukończonych wyścigów, w dodatku kierowcy stajni stanęli siedmiokrotnie na trzecim stopniu podium. Podczas Grand Prix Belgii, Boutsen i Nannini zajęli odpowiednio trzecie i czwarte miejsce, jednak po zakończeniu sezonu zostali wykluczeni z wyniku wyścigu, ze względu na nieregulaminowy przepływ paliwa. W klasyfikacji konstruktorów, Benetton zajął trzecią pozycję z dorobkiem 39 punktów.

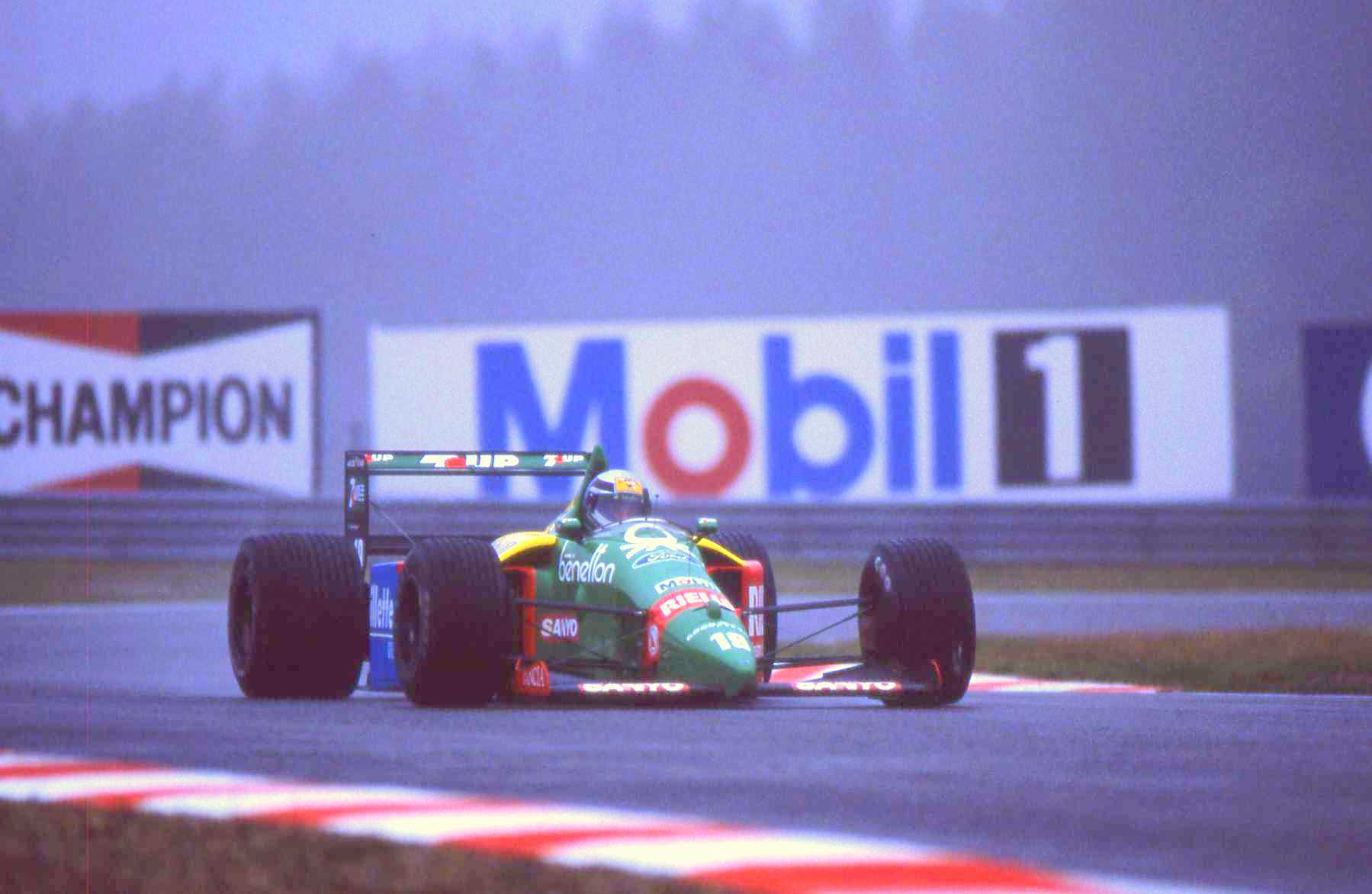
Alessandro Nannini podczas Grand Prix Belgii 1989

Po sezonie, Thierry Boutsen zastąpił Nigela Mansella w Williamsie, a miejsce Belga w Benettonie zajął debiutant Johnny Herbert. Przed startem sezonu 1989 zespół miał kłopoty z silnikiem – nowa jednostka napędowa do modelu B189 nie była gotowa na rozpoczęcie sezonu, a zeszłoroczny silnik nie pasował do samochodu. Zespół nie miał więc wyboru i kontynuował używanie modelu B188, który nadal był konkurencyjny, a Nannini zajął trzecią pozycję w wyścigu o Grand Prix San Marino. Przed rozpoczęciem startów Herberta w Formule 1, Brytyjczyk miał poważny wypadek podczas wyścigu Formuły 3000 na torze Brands Hatch, doznając poważnych obrażeń obu nóg. Mimo dobrej czwartej pozycji w swoim pierwszym wyścigu, Herbert po niezakwalifikowaniu się do Grand Prix Kanady został zastąpiony przez kierowcę testowego McLarena i również debiutanta, Emanuele Pirro. Model B189 był już gotowy do startu w Grand Prix Francji. Alessandro Nannini wygrał wyścig o Grand Prix Japonii, korzystając na dyskwalifikacji Ayrtona Senny z wyścigu. Było to pierwsze zwycięstwo Benettona od 1986 roku. Pirro tylko w Grand Prix Australii zdobył punkty, dojeżdżając na piątej pozycji. Cały sezon zespół zakończył na czwartej pozycji, zdobywając tyle samo punktów co rok wcześniej.
Sezon 1990 przyniósł zmianę kierownictwa zespołu – nowym szefem zespołu został Flavio Briatore, wybrany przez rodzinę Benetton. Ponadto zmieniono drugiego kierowcę – nowym partnerem zespołowym Nanniniego został Nelson Piquet, który opuścił Lotusa. Benetton używał zmodyfikowanej wersji modelu B189 w pierwszych dwóch wyścigach, a od Grand Prix San Marino zaczęto korzystać z samochodu B190. Rok ten był jak najbardziej udany – Piquet zwyciężył w dwóch ostatnich wyścigach sezonu, a reprezentanci brytyjskiej stajni zdobyli jeszcze sześć miejsc na podium. Przed wyścigiem o Grand Prix Japonii zespół znalazł się w nieciekawej sytuacji. Tydzień po Grand Prix Hiszpanii, Alessandro Nannini brał udział w wypadku śmigłowca, w którym jego ramię zostało dotkliwie zranione. Choć udało się uratować prawą rękę, kontuzja spowodowała zakończenie kariery Włocha w Formule 1. Jego kokpit przejął Roberto Moreno, który startował dla ekipy EuroBrun, która jednak postanowiła wycofać się z serii przed wyścigiem na torze Suzuka. Wyścig w Japonii był najlepszym wyścigiem dla zespołu, zapewniając pierwszy dublet dla Benettona, a także pierwsze i jedyne podium w karierze dla Brazylijczyka. Benetton zakończył zmagania na trzeciej pozycji z liczbą 71 punktów.

#### 1991–1993: Pierwsze lata Schumachera
W sezonie 1991, Benetton pozyskał nowego sponsora w postaci marki papierosów Camel, które wcześniej znajdowały się w samochodach Lotusa. Sezon ten był mniej udany dla Benettona. Ulepszony model B190B używany był w pierwszych dwóch wyścigach sezonu, a od Grand Prix San Marino używano samochodu B191. Piquet wygrał wyścig o Grand Prix Kanady po tym, jak Nigel Mansell wycofał się z wyścigu na ostatnim okrążeniu. Brazylijczyk zdobył dodatkowo dwa trzecie miejsca (w USA i Belgii) i były to jedyne podia zdobyte przez zespół. W trakcie sezonu, zespół poszukiwał młodego kierowcy, z perspektywą na przyszłość. Po wyścigu na torze Circuit de Spa-Francorchamps, Benetton postanowił zatrudnić Michaela Schumachera po jednorazowym starcie dla ekipy Jordan Grand Prix, zajmując miejsce Moreno. Jordan złożył w brytyjskim sądzie wniosek o niedopuszczenie Schumachera do ścigania się w Benettonie, jednak sąd orzekł na korzyść ekipy kierowanej przez Flavio Briatore. W trakcie sezonu, 35% udziałów w zespole zostało sprzedanych Tom Walkinshaw Racing, wobec czego do zespołu dołączyli Tom Walkinshaw i Ross Brawn. Benetton zakończył sezon na czwartej pozycji, zdobywając 38,5 punktu.

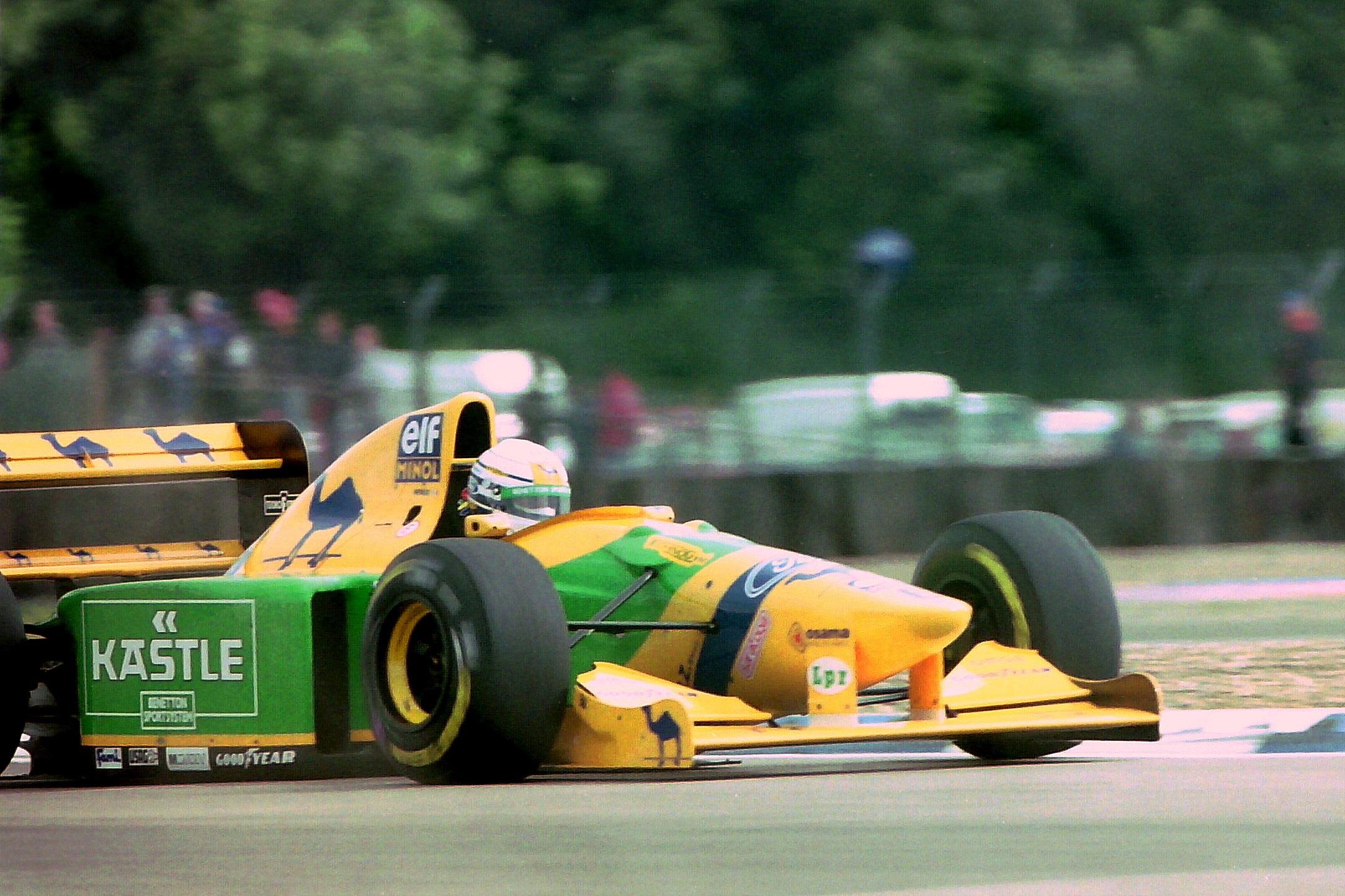
Riccardo Patrese podczas treningu do Grand Prix Wielkiej Brytanii 1993

Przed sezonem 1992, Benetton przeniósł swoją siedzibę z Witney do nowej fabryki w Enstone. Piquet postanowił zakończyć swoje starty w Formule 1 i został zastąpiony przez dotychczasowego kierowcę Brabhama, Martina Brundle. W pierwszych trzech wyścigach, zespół używał zmodyfikowanego samochodu B191, w których Schumacher zdobył dwa trzecie miejsca. Model B192 dał kierowcom jedenaście miejsc na podium, w tym zwycięstwo Niemca podczas Grand Prix Belgii 1992, dla którego to było pierwsze zwycięstwo w karierze niemieckiego kierowcy. Benetton zakończył sezon na trzecim miejscu z liczbą 91 punktów.
Po sezonie, Brundle niespodziewanie został zastąpiony przez Riccardo Patrese, który opuścił zespół Williams. Benetton B193 był równie konkurencyjny co poprzednik, zdobywając dziesięć miejsc na podium, w tym wygrana Schumachera w Grand Prix Portugalii. W klasyfikacji konstruktorów, Benetton zajął ponownie trzecie miejsce, zdobywając 72 punkty. Pomimo tych imponujących rezultatów i poprawy wyników zespołu, zespół nie był w stanie zapewnić Niemcowi samochodu do rywalizacji o mistrzostwo świata, a sezony 1992 i 1993 zdominowane były przez Williamsa.

#### 1994–1995: Mistrzowskie lata

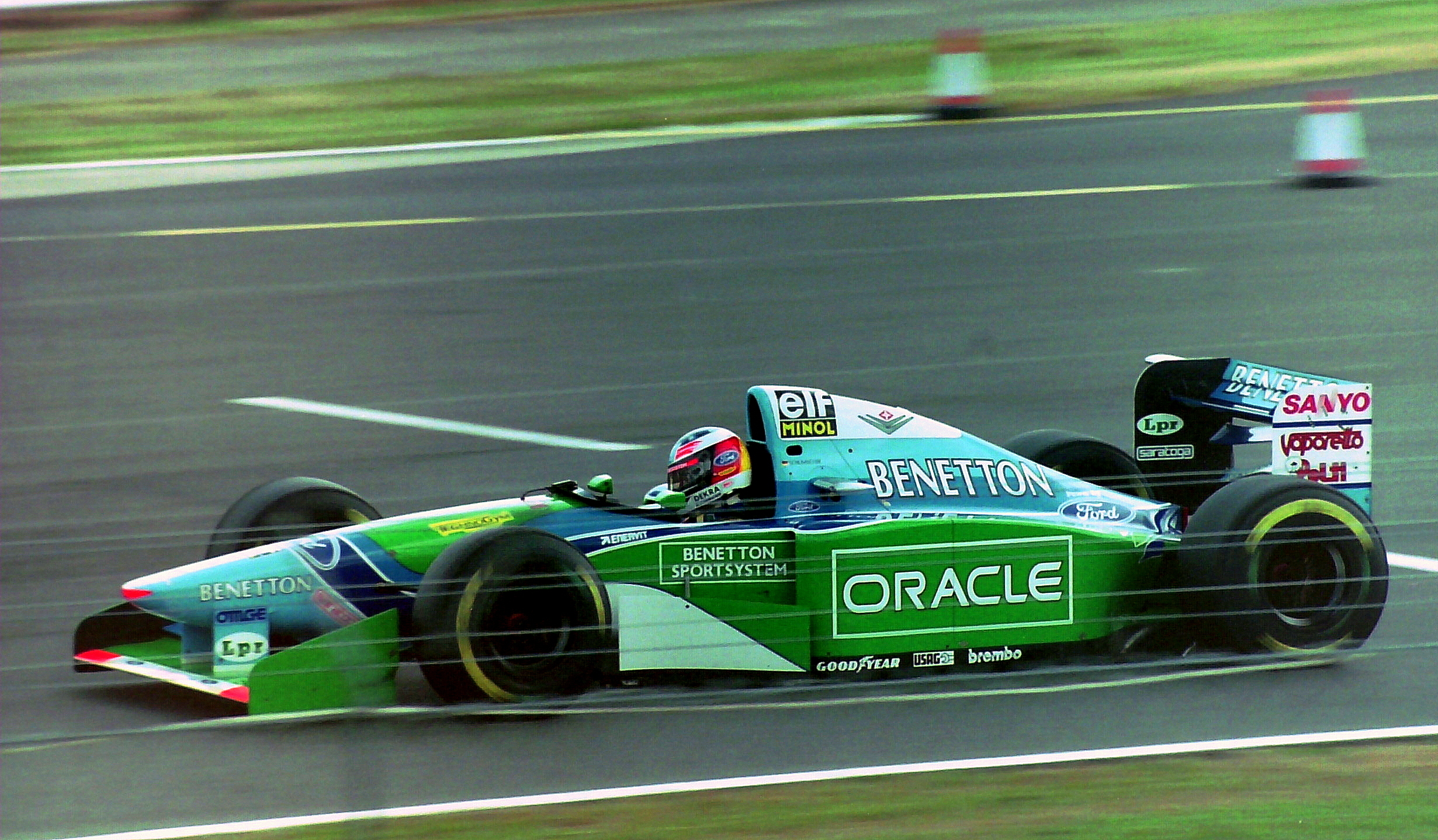
Michael Schumacher podczas Grand Prix Wielkiej Brytanii 1994

Po sezonie 1993, Camel przestał być tytularnym sponsorem Benettona, a jego miejsce zajęła japońska marka papierosów Mild Seven. Doszło także do zmiany drugiego kierowcy – Patrese zakończył starty w Formule 1 i jego miejsce zajął JJ Lehto, dotychczas reprezentujący ekipę Sauber. W styczniu 1994, Fin złamał jeden z kręgów lędźwiowych podczas testów przedsezonowych na torze Silverstone. Na czas jego rekonwalescencji, drugi kokpit zajął Jos Verstappen, kierowca testowy ekipy. Samochód B194 dominował w rękach Schumachera, który wygrał sześć z siedmiu pierwszych wyścigów, ponadto pierwsze pole startowe Niemca do wyścigu o Grand Prix Monako 1994 było pierwszym pole position dla Benettona od 1986. Verstappen nie ukończył pierwszych dwóch wyścigów i Lehto przed wyścigiem o Grand Prix San Marino powrócił do samochodu. Choć przed awarią silnika fiński kierowca zajmował trzecią pozycję w Grand Prix Hiszpanii i zdobył jeden punkt w Grand Prix Kanady (po dyskwalifikacji Christiana Fittipaldiego z Minardi), ponownie został zastąpiony przez Verstappena od Grand Prix Francji.
Michael Schumacher dojechał do mety na drugiej pozycji w Grand Prix Wielkiej Brytanii, choć Niemiec wyprzedził Damona Hilla na okrążeniu rozgrzewkowym i zignorował czarną flagę, oznaczającą dyskwalifikację. Niemiecki kierowca został wykluczony z wyników wyścigu i został zawieszony na dwa wyścigi. Podczas wyścigu o Grand Prix Niemiec, doszło do pożaru podczas tankowania samochodu Holendra. Na szczęście kierowcy nic poważnego się nie stało, a podczas kolejnych dwóch wyścigów stanął na najniższym stopniu podium. Kolejne kontrowersje nastąpiły po Grand Prix Belgii. Schumacher dojechał do mety jako pierwszy, jednak został zdyskwalifikowany z powodu nieregulaminowej długości deski pod podwoziem. W czasie kiedy Niemiec odbywał karę zawieszenia na dwa wyścigi, jego zastępcą był Lehto. Próbując zdobyć mistrzostwo konstruktorów, na dwa wyścigi przed końcem Jos Verstappen został zastąpiony przez Johnny’ego Herberta, który tym samym wrócił do zespołu po pięciu latach. Jednak nieukończenie ostatnich wyścigów nie pomogło zespołowi wywalczyć tytułu wśród konstruktorów, przegrywając z Williamsem o piętnaście punktów. Mimo tego, Michael Schumacher zdobył tytuł mistrzowski po kolizji z Damonem Hillem podczas wyścigu o Grand Prix Australii, wygrywając z przewagą jednego punktu.

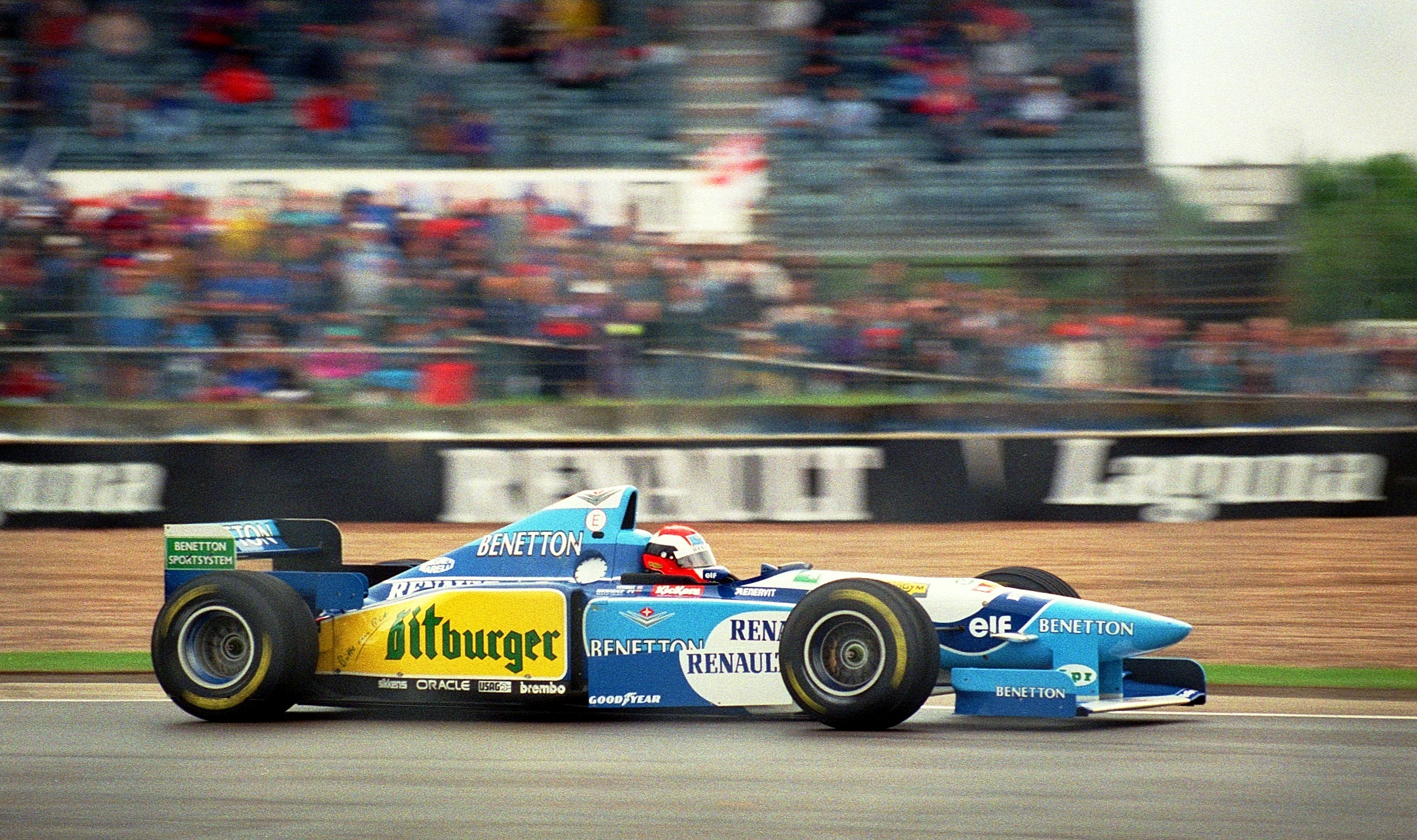
Johnny Herbert podczas Grand Prix Wielkiej Brytanii 1995

Przed sezonem 1995, Benetton zmienił jednostki napędowe – po ośmiu latach silniki Ford zostały zastąpione przez jednostki Renault. Johnny Herbert pozostał drugim kierowcą Benettona, natomiast Jos Verstappen został wypożyczony do ekipy Simtek, w ramach współpracy z zespołem kierowanym przez Nicka Wirtha. Początkowo Schumacher krytykował nowy samochód, twierdząc, że trudno go prowadzić. Mimo zwycięstwa w pierwszym wyścigu sezonu, Niemiec przegrał kolejne dwa wyścigi (wygrane przez Hilla), w tym nie kończąc wyścigu w Imoli, startując z pole position. Jednak zmiana konfiguracji samochodu w Hiszpanii zaowocowała lepszymi osiągami niemieckiego kierowcy, który w całym sezonie wygrał dziewięć wyścigów, zdobywając drugi tytuł mistrza świata. Herbert zdobył swoje pierwsze podium podczas wyścigu w Barcelonie, a następnie wygrał wyścigi o Grand Prix Wielkiej Brytanii i Grand Prix Włoch. Ten wspólny wysiłek dał zespołowi pierwsze (i jedyne) mistrzostwo konstruktorów, kończąc trzyletnią passę Williamsa, zdobywając 137 punktów. Później Herbert twierdził, że zespół nie zapewnia mu równego wyposażenia, oskarżając ich o faworyzowanie Schumachera.

##### Oskarżenia o oszustwa w sezonie 1994
W sezonie 1994, kilka zespołów stwierdziło, że Benetton znalazł sposób na ominięcie zakazu używania systemu kontroli trakcji czy zdalnie sterowanych urządzeń elektronicznych. W czasie dochodzenia, FIA odkryła system launch control w samochodzie Benetton B194, a także różne nielegalne oprogramowania w samochodach rywalizujących zespołów. Jednak Federacja nie miała dowodów, że zespoły kiedykolwiek używały tych oprogramowań, więc zespoły nie otrzymały żadnej kary, ponadto nie udowodniono oszustw w samochodach Benettona. W styczniu 2001, Flavio Briatore powiedział w wywiadzie dla brytyjskiej gazety The Guardian, że:

Mieliśmy niesamowity samochód z bardzo ładnym silnikiem i super kierowcą. Nasz jedyny błąd polegał na tym, że w tym czasie byliśmy zbyt młodzi, a ludzie byli podejrzliwi

#### 1996−1999: Powolny spadek formy

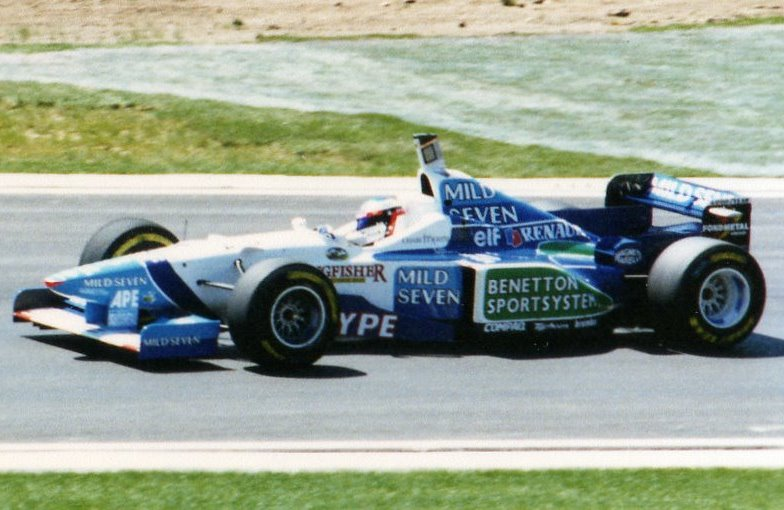
Jean Alesi podczas treningu do Grand Prix San Marino 1996

Przed rozpoczęciem sezonu 1996, Benetton postanowił zmienić licencję z brytyjskiej na włoską. Mimo ważnego jeszcze przez rok kontraktu, Michael Schumacher postanowił przenieść się do zespołu Ferrari, argumentując to skandalami wokół Benettona w sezonie 1994. Johnny Herbert natomiast został porzucony przez zespół i dołączył do zespołu Sauber. Nowymi kierowcami zespołu zostali Jean Alesi i Gerhard Berger, którzy wcześniej byli kierowcami Ferrari. O ile Francuz dołączył do ekipy, dla Austriaka był to powrót do zespołu po dziesięciu latach. W sezonie 1996, Williams ponownie dominował, a przyjście Schumachera pozwoliło Ferrari na walkę o zwycięstwo w pojedynczych wyścigach. Samochód B196 zapewnił kierowcom łącznie dziesięć miejsc na podium, jednak po raz pierwszy od 1988 kierowcy Benettona nie wygrali ani jednego wyścigu, choć Alesi i Berger byli na dobrej drodze do zwycięstwa odpowiednio w Grand Prix Monako i Grand Prix Niemiec, jednak musieli się wycofać z rywalizacji pod koniec wyścigu. Benetton zakończył ten rok na trzeciej pozycji z 68 punktami.
Po sezonie, dyrektor techniczny Ross Brawn, główny projektant Rory Byrne i wielu innych pracowników opuściło Benettona i przeniosło się do Ferrari. Model B197, podobnie jak jego poprzednik, starał się konkurować z zespołami Williams i Ferrari. Reprezentanci włoskiej stajni ponownie zdobywali kilka miejsc na podium. Berger był zmuszony opuścić trzy wyścigi ze względu na chorobę i śmierć ojca. Miejsce austriackiego kierowcy zajął jego rodak, Alexander Wurz. W swoim trzecim wyścigu w Formule 1, Austriak stanął na najniższym stopniu podium. Berger powrócił do zespołu na Grand Prix Niemiec, zwyciężając po starcie z pole position. Była to jednak ostatnia wygrana Benettona. Mimo zdobycia pole position do wyścigu o Grand Prix Włoch przez Alesiego, Francuz z powodu powolnego pit stopu przegrał rywalizację z Davidem Coulthardem z McLarena. Zespół ponownie zajął trzecią pozycję, zdobywając 67 punktów.
W sezonie 1998 nastąpiły liczne zmiany w zespole – Gerhard Berger zdecydował się zakończyć starty w Formule 1, a Jean Alesi odszedł do Saubera. Alexander Wurz awansował na kierowcę podstawowego, współpracując z Giancarlo Fisichellą, który odszedł z ekipy Jordan Grand Prix. Renault, ze względu na zmianę polityki koncernu postanowił zakończyć swoje zaangażowanie w serii, pozostawiając Benettonowi i Williamsowi dostawę silników Renault z 1997 roku, opracowanych przez Mecachrome. Benetton zdecydował zmienić nazwę jednostek napędowych na Playlife, marki odzieży sportowej, należającej do Benettona. Dotychczasowy szef zespołu, Flavio Briatore został zwolniony przez zespół, a jego miejsce zajął David Richards. Samochód B198 dał Fisichelli pole position do wyścigu o Grand Prix Austrii i dwa drugie miejsca (w Monako i Kanadzie). Jednak pod koniec sezonu, Benetton przestał liczyć się w walce o najwyższe miejsca, zdobywając w ostatnich siedmiu wyścigach tylko jeden punkt. Zespół częściowo obwinił Bridgestone’a, twierdząc, że bardziej faworyzował świetnie spisującego się McLarena. Włoska ekipa zakończyła sezon na piątej pozycji z 33 punktami.

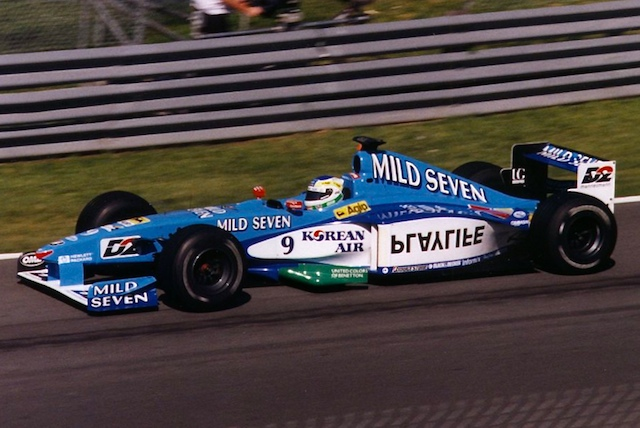
Giancarlo Fisichella podczas Grand Prix Kanady 1999

Przed sezonem 1999, ze względu braku porozumienia z rodziną Benettonów co do przyszłej strategii, Richards został zwolniony, a jego miejsce zajął Rocco Benetton. Choć stare silniki były opracowane przez firmę Supertec, kierowaną przez Flavio Briatore, Benetton zachował nazwę Playlife w nazwie jednostki napędowej. Model B199 był rozczarowaniem i pokazywał dalszy spadek formy zespołu. Fisichella zdobył drugą pozycję w Kanadzie, choć stało się po wypadnięciu z rywalizacji wielu kierowców. W następnych dziesięciu wyścigach, jedynie Wurz zdobywa dwa punkty za piąte miejsce w Grand Prix Austrii. W klasyfikacji konstruktorów, Benetton zajął szóstą pozycję z 16 punktami.

#### 2000–2001: Ostatnie lata z Renault

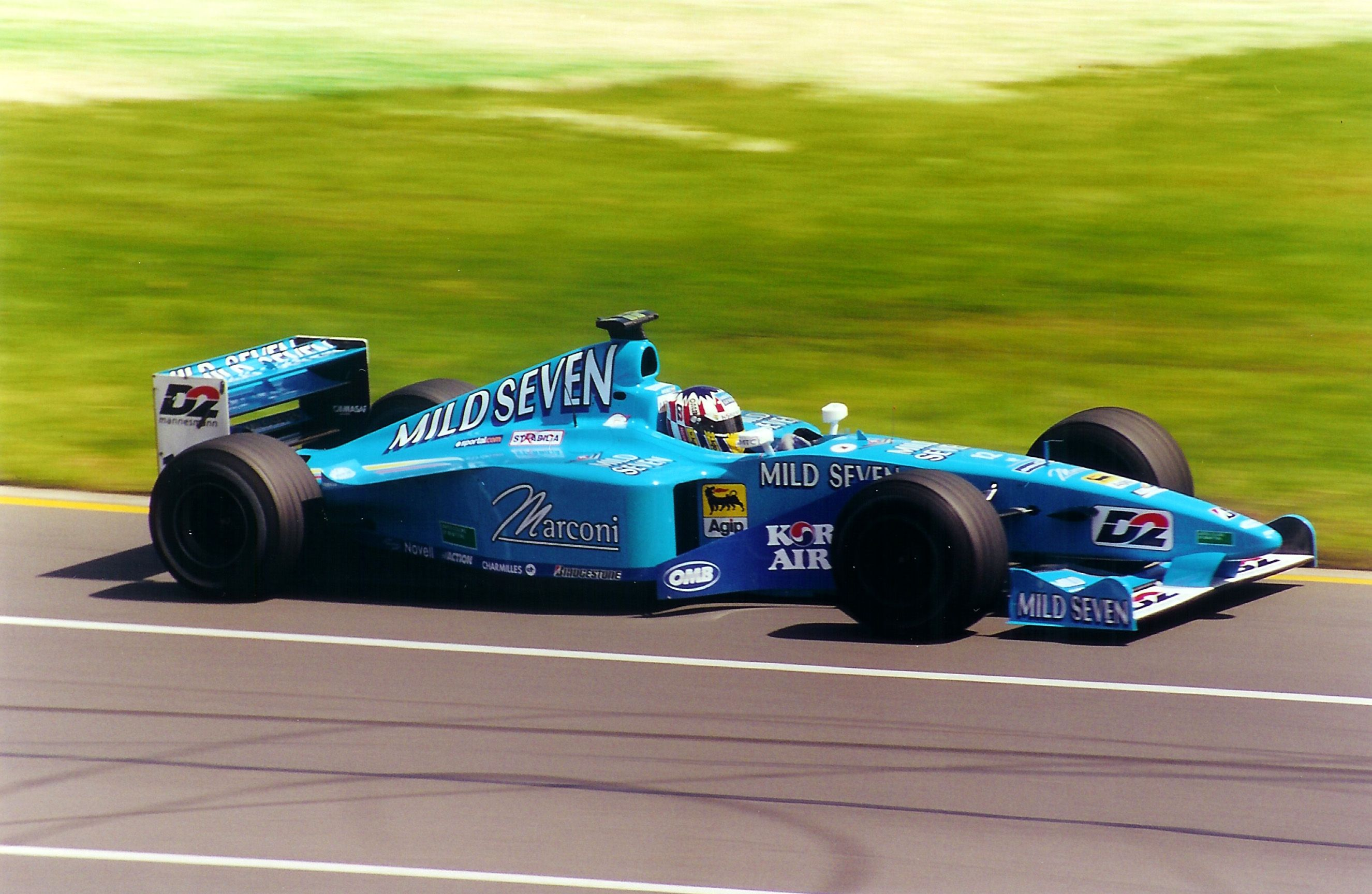
Giancarlo Fisichella podczas Grand Prix Australii 2000

16 marca 2000, Benetton Formula został sprzedany Renault, ponieważ producent starał się powrócić do Formuły 1. Umowa kupna zawierała również zachowanie nazwy Benetton w sezonie 2000 i 2001. W ramach restrukturyzacji Renault przywrócił Flavio Briatore jako szefa zespołu. Model B200 był lepszy od poprzednika, a Giancarlo Fisichella zapewnił zespołowi drugie miejsce w Grand Prix Brazylii (po dyskwalifikacji Coultharda) i dwa trzecie miejsca (w Grand Prix Monako i Grand Prix Kanady). Alexander Wurz zmagał się z samochodem i zdobył zaledwie dwa punkty za piąte miejsce w Grand Prix Włoch. Benetton zakończył sezon na czwartej pozycji z 20 punktami.
W sezonie 2001, Renault powróciło oficjalnie jako dostawca silników dla Benettona. Jeszcze w trakcie sezonu 2000, zespół postanowił zaangażować Jensona Buttona jako partnera zespołowego Fisichelli. Brytyjczyk został wypożyczony z zespołu Williams na okres dwóch lat. Wobec tego, Wurz w październiku 2000 podpisał kontrakt z zespołem McLaren, stając się ich kierowcą testowym. Renault postanowiło zastosować nietypowy silnik o kącie rozwarcia cylindrów 111 stopni. Mimo że dawało to niższy środek ciężkości i poprawiało prowadzenie samochodu, jednostka przysparzała wiele problemów. W pierwszych jedenastu wyścigach, zespół zdobył zaledwie jeden punkt, zdobyty przez Fisichellę w Grand Prix Brazylii. Sytuacja się nieco poprawiła, kiedy Giancarlo Fisichella i Jenson Button zajęli odpowiednio czwarte i piąte miejsce w wyścigu o Grand Prix Niemiec. Dalszy rozwój samochodu B201 pozwolił na zdobycie przez Włocha trzeciego miejsca w wyścigu o Grand Prix Belgii. Zespół zakończył sezon na siódmej pozycji z dziesięcioma punktami, co było najgorszym sezonem Benettona w historii startów w Formule 1.

### Dalsze losy zespołu

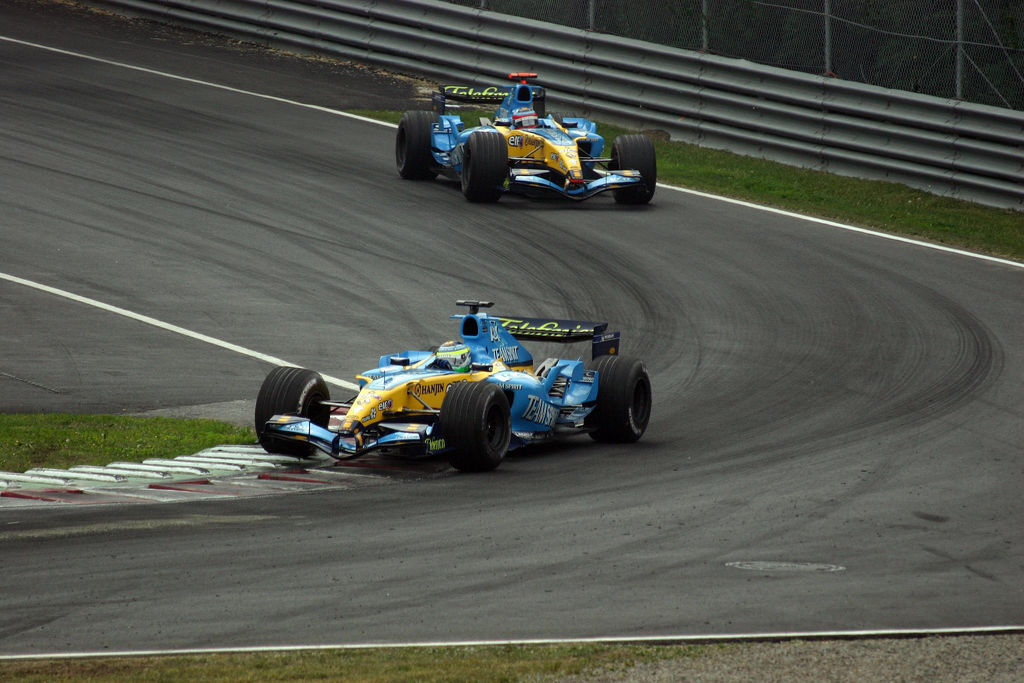
Giancarlo Fisichella i Fernando Alonso podczas Grand Prix Kanady 2005

W ramach umowy z marca 2000, Renault zmieniło nazwę zespołu na Renault F1 Team przed sezonem 2002. Francuska stajnia zapewniła zespołowi tytuły mistrzowskie wśród kierowców i konstruktorów w sezonach 2005–2006. W grudniu 2009, 75% udziałów w zespole Renault sprzedało luksemburskiej spółce Genii Capital, kierowaną przez biznesmena Gérarda Lopeza. W następnym roku, 25% udziałów koncern sprzedał spółce Genii Capital, które z kolei sprzedały Grupie Lotus. Przed sezonem 2012, zespół zmienił nazwę na Lotus F1 Team.

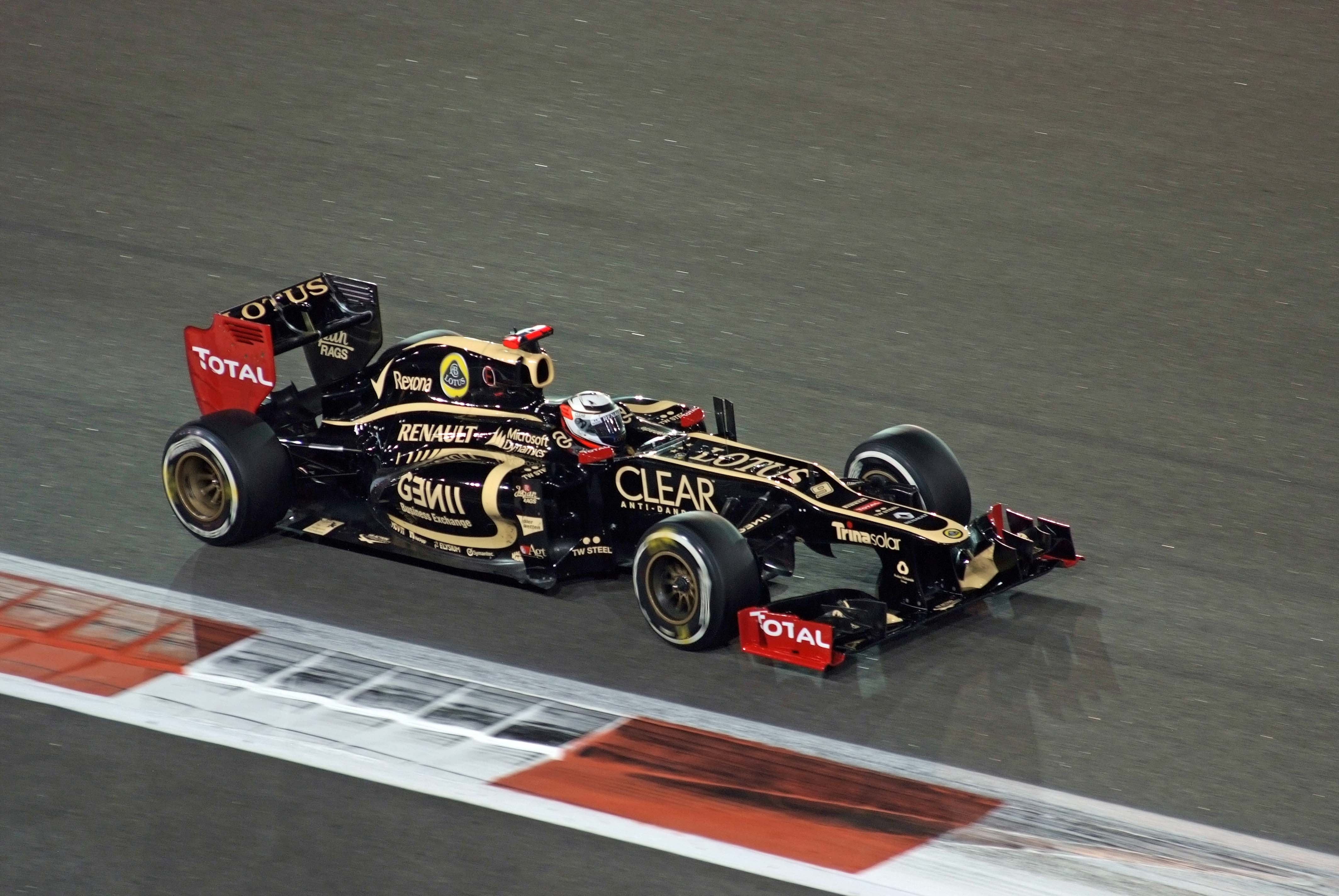
Kimi Räikkönen podczas Grand Prix Abu Zabi 2012

W trakcie sezonu 2015, Renault na początku podpisało list intencyjny w sprawie przejęcia zespołu, a w grudniu nastąpiło zakończenie procesu przejęcia zespołu. W trakcie sezonu 2020 poinformowano, że zespół zmieni nazwę na Alpine F1 Team. Zespół nadal korzysta z siedziby w Enstone.

## Narodowość
Zespół Benetton startował w sezonach 1986–1995 z brytyjską licencją, a od 1996 do końca istnienia zespołu startowała z włoską licencją. Rodzina Benetton chciała zmiany licencji wyścigowej, aby zespół ścigał się pod banderą swojego kraju. Tym samym został drugim konstruktorem (po zespole Shadow), który zmienił narodowość i jest jedynym zespołem Formuły 1, który wygrał wyścig pod dwoma różnymi narodowościami. Przez cały okres istnienia, zespół posiadał swoją siedzibę w Wielkiej Brytanii. W sezonach 1986–1991 zlokalizowana była w fabryce w Witney, z której korzystał Toleman, natomiast od 1992 roku używana była fabryka w Enstone.

## Starty w Formule 1
Źródło: Wyprzedź Mnie!
| Sezon | Nazwa                        | Samochód   | Silnik                                                     | Opony | Kierowcy                                                  | Punkty | Msc. |
| ----- | ---------------------------- | ---------- | ---------------------------------------------------------- | ----- | --------------------------------------------------------- | ------ | ---- |
| 1986  | Benetton Formula             | B186       | BMW M12/13 R4T                                             | P     | Teo Fabi Gerhard Berger                                   | 19     | 6    |
| 1987  | Benetton Formula             | B187       | Ford-Cosworth GBA 1.5 V6T                                  | G     | Teo Fabi Thierry Boutsen                                  | 28     | 5    |
| 1988  | Benetton Formula             | B188       | Ford-Cosworth DFR 3.5 V8                                   | G     | Alessandro Nannini Thierry Boutsen                        | 39     | 3    |
| 1989  | Benetton Formula             | B188 B189  | Ford-Cosworth DFR 3.5 V8 Ford HBA1 3.5 V8 Ford HBA4 3.5 V8 | G     | Alessandro Nannini Johnny Herbert Emanuele Pirro          | 39     | 4    |
| 1990  | Benetton Formula             | B189B B190 | Ford HBA4 3.5 V8                                           | G     | Alessandro Nannini Roberto Moreno Nelson Piquet           | 71     | 3    |
| 1991  | Camel Benetton Ford          | B190B B191 | Ford HBA4 3.5 V8 Ford HBA5 3.5 V8                          | P     | Roberto Moreno Michael Schumacher Nelson Piquet           | 38,5   | 4    |
| 1992  | Camel Benetton Ford          | B191B B192 | Ford HBA5 3.5 V8 Ford HBA7 3.5 V8                          | G     | Michael Schumacher Martin Brundle                         | 91     | 3    |
| 1993  | Camel Benetton Ford          | B193 B193B | Ford HBA7 3.5 V8 Ford HBA8 3.5 V8                          | G     | Michael Schumacher Riccardo Patrese                       | 72     | 3    |
| 1994  | Mild Seven Benetton Ford     | B194       | Ford ECA Zetec-R 3.5 V8                                    | G     | Michael Schumacher JJ Lehto Jos Verstappen Johnny Herbert | 103    | 2    |
| 1995  | Mild Seven Benetton Renault  | B195       | Renault RS7 3.0 V10                                        | G     | Michael Schumacher Johnny Herbert                         | 137    | 1    |
| 1996  | Mild Seven Benetton Renault  | B196       | Renault RS8 3.0 V10                                        | G     | Jean Alesi Gerhard Berger                                 | 68     | 3    |
| 1997  | Mild Seven Benetton Renault  | B197       | Renault RS9 3.0 V10                                        | G     | Jean Alesi Gerhard Berger Alexander Wurz                  | 67     | 3    |
| 1998  | Mild Seven Benetton Playlife | B198       | Playlife GC37-01 3.0 V10                                   | B     | Giancarlo Fisichella Alexander Wurz                       | 33     | 5    |
| 1999  | Mild Seven Benetton Playlife | B199       | Playlife FB01 3.0 V10                                      | B     | Giancarlo Fisichella Alexander Wurz                       | 16     | 6    |
| 2000  | Mild Seven Benetton Playlife | B200       | Playlife FB02 3.0 V10                                      | B     | Giancarlo Fisichella Alexander Wurz                       | 20     | 4    |
| 2001  | Mild Seven Benetton Renault  | B201       | Renault RS21 3.0 V10                                       | M     | Giancarlo Fisichella Jenson Button                        | 10     | 7    |